# Мусолитин, Александр Владимирович
Алекса́ндр Влади́мирович Мусоли́тин (укр. Олександр Володимирович Мусолітін; род. 28 сентября 2004 года, Одесса, Украина) — украинский футболист, полузащитник эстонского клуба «Нымме Калью».

## Карьера
Футболом начал заниматься в академии «Черноморца» из родной Одессы, после чего играл в молодежных командах «Колоса» и «Кривбасса». Весной 2022 года из-за вторжения России на Украину был вынужден покинуть страну и присоединился к молодёжной команде испанского «Леванте». Летом 2023 года перешёл в эстонский клуб «Нымме Юнайтед». Дебютировал 12 августа в матче против «Табасалу». Первый гол забил 22 сентября в ворота молодёжной команды «Пайде». Вместе с клубом заработал повышение в Мейстрилигу, где первым голом отметился 5 апреля 2024 года, принеся победу над «Таммекой».

## Семья
Александр Мусолитин происходит из известной футбольной семьи. Дедушка был футболистом и в шестидесятых годах XX века выступал в «Черноморце-2». Отец Александра, Владимир Мусолитин с 1995 по 1997 год выступал в составе главной команды одесситов, а сейчас работает тренером в молодёжной академии клуба. Брат Александра Николай является Победителем молодёжного чемпионата мира 2019.